# Polska Bibliografia Naukowa
Polska Bibliografia Naukowa (PBN) – baza danych i portal bibliograficzny utworzony przez Ministerstwo Nauki i Szkolnictwa Wyższego.
Celem PBN jest gromadzenie danych o czasopismach naukowych – zarówno zagranicznych jak i krajowych, a przede wszystkim o publikacjach polskich naukowców. PBN jest częścią ogólnego systemu informacyjnego szkolnictwa wyższego i nauki polskiej organizowanego od roku 2013 przez MNiSzW, za pośrednictwem OPI pod nazwą POL-on. Utworzenie PBN jest krajową odpowiedzią na silne tendencje światowe budowy lokalnych (przez poszczególne kraje, czy duże instytucje naukowe) oraz międzynarodowych, globalnych, agregacyjnych baz danych dotyczących autorów publikacji, uczonych, artykułów naukowych oraz prowadzonej tematyki badawczej. PBN jest zorganizowana na zasadzie otwartego dostępu. Z tego względu mogą być w bazie danych, w jej części publicznej, publikowane prace o stosownych parametrach praw autorskich określonych regułami Creative Commons (CC). Funkcjonalność PBN obejmuje obecnie: tworzenie publicznej bibliografii uczonych i instytucji naukowych oraz akademickich, wyszukiwanie, samoarchiwizację w repozytorium (jak np. w ResearchGate, czy w Google Scholar), a w przyszłości integrację i standardowe formatowanie danych bibliograficznych z wielu źródeł krajowych.